# Donnybrook
Donnybrook este un oraș din provincia Kwazulu-Natal, Africa de Sud.